# Бантам (Кокосовые острова)
Бантам — крупнейшее поселение на Кокосовых островах. Он расположен на острове Хоум и имеет население около 400 человек, большинство из которых являются килингскими малайцами.

## Климат
Находясь в тропических широтах, Бантам круглый год имеет постоянно высокую температуру.
| Показатель                    | Янв. | Фев. | Март | Апр. | Май | Июнь | Июль | Авг. | Сен. | Окт. | Нояб. | Дек. | Год  |
| ----------------------------- | ---- | ---- | ---- | ---- | --- | ---- | ---- | ---- | ---- | ---- | ----- | ---- | ---- |
| Средний суточный максимум, °C | 29   | 29   | 30   | 29   | 29  | 28   | 28   | 28   | 28   | 28   | 29    | 29   | 28,7 |
| Средняя температура, °C       | 27,5 | 27,5 | 28   | 27,5 | 27  | 27   | 26   | 26   | 26   | 26,4 | 26,9  | 27   | 26,9 |
| Средний суточный минимум, °C  | 26   | 26   | 26   | 26   | 26  | 25   | 24   | 24   | 24   | 24   | 25    | 25   | 25,1 |